# Trettioåriga Kriget
A Trettioåriga Kriget (magyarul: harmincéves háború) egy svéd rockzenekar, mely 1970-ben alakult. Kezdetben szimfonikus rockzenét játszottak. 1980-ban nevet változtattak ”Kriget”-re, utána egy ideig ”Fredin Comp”-ként is ismertek voltak.

## Tagok
- Stefan Fredin - basszus
- Dag Lundquist - dob
- Robert Zima - ének, gitár, billentyűsök (1971–79, 2003–)
- Christer Åkerberg - gitár
- Mats Lindberg - billentyűsök, szaxofon (1978-ig)
- Olle Thörnvall - szövegíró

## Lemezeik
- Trettioåriga Kriget (1974)
- Krigssång (1975)
- Hej på er (1978)
- Mot alla odds (1979)
- Kriget (1980)
- Glorious War (2004)
- Elden av år (2004)
- I början och slutet (2007)